# Emelie Berggren
Emelie Anna Berggren, född 15 september 1982 i Sankt Johann in Tirol, är en svensk före detta ishockeyspelare och var efter spelarkarriären även verksam som huvudtränare i AIK. Hon har totalt spelat över 100 A-landskamper för Sverige och bland annat tagit ett OS-brons 2002. Emelie Berggren har spelat närmre 300 matcher för AIK där hon vunnit fyra SM-guld, sex SM-silver, fyra EM-guld och ett EM-silver. Hon har även ett SM-guld med Segeltorps IF. 2021 blev hon adjungerad in i AIK Hockeys styrelse.  
Hon började spela ishockey vid sex års ålder med IFK Täby P82 men flyttade till IK Waxholm i samband med bildandet av IK Waxholms flicklag. 1998 upptogs IK Waxholm i då nystartade AIK Hockey Dam. 
Den 29 december 2021 blev Emelie Berggrens tröja med nummer 5 i AIK upphängd i taket på Hovet. Hon blev därmed den första kvinna i svensk elithockeys historia att få sitt tröjnummer pensionerat och hissat i taket.

## Meriter
- OS-brons 2002
- SM-guld 2004 (AIK)
- SM-guld 2007 (AIK)
- SM-guld 2009 (AIK)
- SM-guld 2011 (Segeltorps IF)
- SM-guld 2013  (AIK)
- European Champions Cup Winner 2005 (AIK)
- European Champions Cup Winner 2006 (AIK)
- European Champions Cup Winner 2007 (AIK)
- European Champions Cup Winner 2008 (AIK)

## Klubbhistorik

### Spelare
- IFK Täby (1989-1995)
- IK Waxholm (1995-1998)
- AIK (1998-2010)
- Segeltorps IF (2010-2012)
- AIK (2012-2014)

### Tränare
- Huvudtränare AIK (2014-2018)[2]